# ISO 3166-2:GQ
ISO 3166-2:GQ correspond aux données ISO 3166-2 publiées par l'Organisation internationale de normalisation pour les principales subdivisions de la Guinée équatoriale.
Les deux régions sont identifiées par le code GQ- suivi d'une lettre. Les sept provinces sont identifiées par le code GQ- suivi de deux lettres.

## Régions
```
GQ-C
 Région continentale

GQ-I
 Région insulaire
```

## Provinces
```
GQ-AN
 
Annobón
     (I)

GQ-BN
 
Bioko-Norte
 (I)

GQ-BS
 
Bioko-Sur
   (I)

GQ-CS
 
Centro-Sur
  (C)

GQ-DJ
 
Djibloho
  (C)

GQ-KN
 
Kie-Ntem
    (C)

GQ-LI
 
Litoral
     (C)

GQ-WN
 
Wele-Nzas
   (C)
```